# 超級機器人大戰系列
超級機器人大戰系列（簡稱：「機戰」、「機器人大戰」或「SRW」）是日本萬代南夢宮娛樂公司（原萬代的子公司萬普）出品的一個多平台的戰略角色扮演遊戲系列。截至2020年，全系列的累計出貨量已達1910萬份。本系列最大的魅力就是集中了許多已經很受歡迎的機器人動畫作品中的人物和機器人，使用原作的配音演員進行配音，並且將原作情節集成到遊戲主線故事中，可以滿足機器人愛好者重現機器人動畫著名場面的思念。同時，簡單的操作功能表允許遊戲玩家在不認識日文的情況下只需要使用方向鍵和確定/取消鍵進行遊戲。從一、二代開始，幾乎每款電玩主機上都有幾部作品，是個長壽且熱門的遊戲系列，延伸的漫畫同人誌也不少。

## 概要
超級機器人大戰是集合了以《魔神Z》・《機動戰士GUNDAM》為首的各款機器人動畫中的機器人和角色的跨界作品。遊戲主要描寫由玩家操作的機器人部隊與外星人或反體制組織戰鬥並取回地球圈的和平的經過。由於遊戲過程包含了原作及原創的故事，故可被視為二次創作。但與一般同人作品不同的是，機戰系列是得到著作權者的版權認可，亦因此在商業上取得成功。遊戲類型雖然為戰略RPG，但為了不會因難易度對原作形象造成負面影響，所以比起遊戲性，機戰系列更重視「夢的共演」這一特徵，因此初期作品的包裝上會印有「Simulation Drama Series」（シミュラマシリーズ）的字樣（意思為包含了RPG遊戲的戲劇性的戰略遊戲）。
當時的萬普初代社長杉浦幸昌透過在Popy和萬代工作時的人脈，成功在1990年開發日本遊戲業界首款跨界作品Compati Hero系列，並在1991年發售作為Compati Hero系列衍生作品、以及系列第1作的《超級機器人大戰》。之後，機戰系列脫離Compati Hero系列並不斷發表新系列作。截至2011年，機戰系列累計出貨量突破1470万本（共計52部作品）。
當初系列主要由Winkysoft製作，但Winkysoft在1999年發售的《超級機器人大戰COMPLETE BOX》的開發最後階段解除了跟萬普的製作關係。在Winkysoft脫離後則由萬普的子公司（Banpresoft）的SR（Super Robot）開發組擔任製作，並由寺田貴信擔當製作人。2008年開始，由於萬代南夢宮夥伴重新組合公司的遊戲部門，因此發售公司由萬普轉為萬代南夢宮遊戲。
由於本系列頗受歡迎，一些在系列作品中登場的機器人甚至能重新獲得相當高的人氣（1997年的《超級機器人大戰F》發售時，已停賣的《傳說巨神伊迪安》的模型再次發售）。對此製作人寺田貴信指出「把在遊戲中得到的人氣還給原作是機戰的職責」。

## 系列特徴

### 開發體制
當初系列的開發都是外判，由Winkysoft擔當主要開發工作。2000年以後的作品則由子公司的B.B.Soft（主要擔當家用機作品的開發）和（主要擔當任天堂掌機作品的開發）負責。
開發組的人數為1組約40人，程序員5人、編劇3〜4人、原畫擔當則有10人。開發一部作品的所需時間方面，家用機作品需時2〜3年、手提機則需時1〜1年半左右，而且開發線長期維持在同時開發4部作品的狀態。

#### 主要製作人員
初代制作人。很多人認為阪田雅彥是機戰系列的始創人，但其實才是系列的立案人。
高宮成光
Winkysoft社長。擔當第1作《超級機器人大戰》的程序員及《新超級機器人大戰》的劇本。
阪田雅彥
現為自由身的遊戲設計師。在Winkysoft時代擔當DC戰爭系列的監督和劇本，也為機戰系列奠定基礎。同時亦是《魔裝機神サイバスター》的原作者。
寺田貴信
第2代制作人。1995年的《第2次超級機器人大戰G》以後的作品大多均由他制作。
森住惣一郎
隸屬於Monolith Soft的遊戲設計師。在Banpresoft時代負責COMPACT系列的製作和劇本，轉往Monolith Soft後則擔當無限邊疆系列的監督。

隸屬於STUDIO G-1NEO的人物設計師。Banpresto原創角色的設計大部份由她擔當。

### 遊戲系統
機戰是一款沿著故事展開而在指定的地圖上派遣自軍機體出擊，並透過指令機體以殲滅敵人為目的的戰略RPG遊戲。遊戲要求玩家活用機體性能與特性，並運用「精神指令」等系統進行攻略。

### 登場作品與選擇參戰作品的基準
由於機戰系列是以戰爭為題材的遊戲，因此登場作品一般會被記述為參戰作品。在系列初期作品中，大部份參戰作品都是動畫播放時由萬代作為玩具贊助商的動畫作品，這是因為當時參戰機戰的第一基準就是萬代南夢宮要持有該動畫的商品化權。當然一般被選擇參戰的作品都是知名度較高的，但在開發成本較低的手提機上，則能選擇比家用機參戰作品知名度較低的作品參戰。在最近，甚至有機器人作品的作者在原作官方網站中提出希望參戰。
在系列初期，選擇參戰作品時曾經有過「因為製作人員喜歡這作品」而採用的情況。這種根據開發者愛好以選擇參戰作品的情況（但最近已沒有這種問題）導致不少剛播映完畢的作品能立即登場機戰。在1995年的《第2次超級機器人大戰G》中，當時剛播映完畢的《機動武鬥傳G GUNDAM》亦有份參戰，使不少對舊作品沒有認知的年青玩家更能接受，因此以後機戰就採用了更多新作品，取代一些年代久遠的作品。
《魔神Z》・《機動戰士GUNDAM》・《蓋特機器人》這三部作品基本上被定為機戰系列的主人公，幾乎所有作品都會一起登場。除了以上3部作品，機戰的故事舞台則主要採用其他以現代至近未來的地球圏以及太陽系為舞台的作品。在設定上和現實世界的時間軸及空間軸沒有連繋的作品則很少被採用，即使被採用時也會被安排以異世界作為故事舞台作為折衷辦法。而不完全屬於機器人動畫的作品、或雖然是機器人動畫但卻側重於體育的作品、或只在漫畫和遊戲登場的作品也會被採用。但另一方面，特撮作品則以「特撮與動畫的世界觀很難配合」為理由而不被採用。
具體的登場作品請參照超級機器人大戰系列參戰作品列表。

### 戰鬥動畫
作為本作其中一個最突出的部份，機器人大戰的戰鬥動畫融合了原作主題曲或戰鬥音樂的BGM、駕駛員的台詞，以及忠實地根據原作機器人的動作而再現的攻擊動畫。此外亦採用了跟原作一樣的聲優，也會把駕駛員的畫像切入戰鬥動畫中。而隨著主機硬體不斷更新，機戰的戰鬥動畫也不斷進化，變得跟原作動畫愈來愈貼近。特別在2000年發售的《超級機器人大戰α》中開始採用的「Full Animation」更得到相當高的評價，當新作的店頭宣傳影像公開時更會吸引大群公眾停步觀看。另一方面，由於戰鬥動畫的複雑化，遊玩時間亦因此被拖長。有見及此，在《超級機器人大戰α》開始，玩家可以在戰鬥開始前選擇是否觀看戰鬥動畫，或在戰鬥動畫中按「o」掣以高速觀看，減少遊玩時間的長度。到了近代，游戏中更加入了一些仅在设定中存在、原作中并未實現的战斗动画。

#### Super Déformer（SD）
在戰鬥動畫中的機器人都是以SD比例顯示，不過在CG影像和使用必殺武器則會切入真實比例的機器人影像，但在《超級機器人大戰Z》以前的機戰作品中，跟創通有關的機器人很少有真實比例的戰鬥動畫。而在《超級機器人大戰Z》開始，除了高達以外的創通作品也加入了真實比例的動畫。《第2次超級機器人大戰Z 破界篇》開始高達系列也加入了真實比例的戰鬥映像。
在系列初期的高達是有眼睛的，但在2000年開始，所有機戰作品中的高達也配合《SD鋼彈G世代》而取消了眼睛的設定。
這種源自於Compati Hero系列的機器人表現方法其實是為了減少因為各作品的機器人之間的大小差異造成的不適感而採用的折衷辦法，更重要的是這也是要獲得版權許可的條件之一。雖然最初有玩家意見反映不習慣SD比例，但在採用真實比例的《超級機器人大戰Scramble Commander》的玩家調查中卻出現「看不習慣真實比例」的意見，因此近代的機戰基本上都以SD比例顯示，逐漸形成了「機戰＝SD」的形象。

#### 根據原作採用聲優
1996年的《第4次超級機器人大戰S》開始，光碟製的作品都會為角色加入配音。《第4次超級機器人大戰S》時只以實驗性質為主角級的我方角色加入配音，而在同年發售的《新超級機器人大戰》中則為所有角色都加入配音。
除非擔當的聲優已退休或逝世，否則都會盡可能採用跟原作相同的聲優。即使因為出現上述情況而導致無法收錄新台詞時，也不會起用新聲優作代替，而是採用以前收錄的台詞。更有一些已引退或退休的聲優因為本作而重新返回聲優界。甚至因為希望忠實於原作，而花費半年尋找引退後消息不明、聲演《聖戰士登霸》陶德·基尼斯的逢坂秀實為角色配音。但是在2005年的訪問中，制作人寺田貴信已表明「現在不會那麼拘泥於原作聲優」。
由於遊戲的性質關係，參演機戰系列的聲優數眾多，當中更有一些聲優公開表明自己是機戰迷。特別是綠川光更身兼本作的監修人（Supervisor）、公式部落格的第三執筆人、音響監督等職務。另外，稻田徹、置鮎龍太郎、杉田智和、鈴村健一、檜山修之、渡邊明乃、中村悠一、伊藤靜、池澤春菜等聲優都是重度的機戰迷。

#### 角色間的交流
一些作品上或系列上有關連的角色在戰鬥時會有特殊台詞出現。例如高達系列角色之間或原動力公司關連作品的角色之間會有較多的特殊交流、敵對角色與高達戰鬥時也會有特別的反應。這種類型的演出在1997年的《超級機器人大戰F》中嘗試加入，並在2000年的《超級機器人大戰α》中正或採用，使戰鬥動畫更貼近原作的氣氛。
另外，即使是原作中沒有關連的角色之間也會有特殊交流，特別是主角級角色間在戰鬥中會互相呼叫名字，而相同聲優聲演的角色間也會出現特殊台詞。此外，《第3次超級機器人大戰α 終焉之銀河》的最終首領、由水木一郎聲演的在面對由水木演唱主題曲的作品如《鐵甲萬能俠》《鐵甲萬能俠2號》《鋼鐵吉克》《超力電磁俠》等的角色時，會從該作品的主題歌或片尾曲中抽取歌詞作為的台詞。

### 角色的安排

#### 超級機器人・真實機器人及工兵機器人或戰機
登場的機器人被分為三種：超級機器人（超級系）・真實機器人（真實系）。雖然這種定義只是觀念上而非科學的，但因為這種概念較易使人明白故大眾普遍接受這種分類辦法。而其他娛樂作品中稱呼登場的機器人為超級系或真實系，其實也是源自於機戰。传统上，超级系的代表一般是由魔神Z与盖塔机器人为首的，以主角单人对抗邪恶组织的作品；真实系的代表则是高达与Macross等，主角作为某个势力的一员，在诸多大势力的战斗夹缝中探寻生命意义的作品。
一般來說，超級系的攻擊力、裝甲值和HP比較高，而運動性及移動力不足，武器多為近身或近距離攻擊，且消耗較多的EN（機體的能量簡稱），真實系則反之。超級系擅長移動之後的近身攻擊，而真實系擅長遠程攻擊，同時對應的機師在格鬥和射擊的能力上也有明顯不同；但是也有些機體屬於例外，例如《戰國魔神豪將軍》擅長遠程攻擊，而《機動武鬥傳G高達》虽然冠有高达之名，其系列的機體及其機師却都擅長格鬥攻擊。另一方面，近年例如《索斯機械獸V》、《疾風戰士》等非人型機獸、非戰鬥用機器人的加入，亦令機戰角色成份更多樣化。原創系的一些機體，例如魔裝機神，则沒有明顯的長處和缺陷，無法歸入任何一系。至於工兵機器人或戰機(以下簡稱為工兵機)，通常是各作品內的配角，且不擅長戰鬥，但工兵機通常有能恊助玩家机体的特殊功能，減輕消耗，例如修理裝置及補給裝置等。
作为游戏中玩家的化身与故事的推动者，在大多数作品中，玩家亦可以选择主角所搭乘的机体是“超级系”或是“真实系”。主角所经历的故事则会偏向与所选择的类型中的故事中的人物进行交流。在某些作品中无论作何选择主角都是由同一人物担当，另一些作品中主角的人选会由于这种选择而产生变化。在后者的情况下，不同角色所经历的故事大多会被视为“平行世界”。另外一些续作中，也存在将所有前作主角人物的故事进行合理化编排后假定其同时发生的情况存在。
随着近年动画的发展，以及超级机器人大战系列越来越多的从“注重剧情的战略游戏”朝着“以战略方式进行的RPG”发生的演变，超级系与真实系之间的定义愈发模糊。制作人与玩家也慢慢不再将每种作品归入“超级”或“真实”系统。相应的，新作中的主角一般也不再被如此分类，虽然系列的玩家们依然习惯以“超级系”或“真实系”来形容各个机体能力的倾向性。
根據各人喜好和戰略、戰術上選擇的差異，在玩家的遊戲流程中機體的選擇經常會有所不同。

#### 機體・角色的能力值設定
登場的機體・角色的能力值雖然也會跟原著作出設定，但更多時候是在各作品間進行平衡度的調整。例如，《鐵甲萬能俠》在原作其實也能作出十分靈活的動作，但由於高達的運動性比鐵甲萬能俠更高，導致它在本系列被設定成運動性低而防禦力高的機體。另一例子则是《新機動戰記GUNDAM W》在原作中其实几乎是刀枪不入从未被打伤过的，但为了平衡性，在游戏中也被设置成了防御不高的机体。

另外作为战略和RPG游戏的普遍倾向，超级机器人大战中的敌方普遍拥有远强于我方的防御力和命中率，但攻击力和回避率则一般远不及我方（对于剧情中会在敌我双方往返的人物亦是如此）。这同样是为了游戏平衡性而进行的调整。

#### 原創角色
超級機器人大戰系列第2作《第2次超級機器人大戰》開始，不斷有超級機器人大戰系列原創的角色與機體登場。他們被設定為故事的主角，並活用不同作品之間的關係性與原作角色進行交流。而不少最終首領都是原創角色。OG系列便是由本系列或關連作品中登場的原創角色與機體構成。
這些原創角色與機體在1995年的《第4次超級機器人大戰》開始幾乎都被稱為「Banpresto Original」（バンプレストオリジナル），但在2008年Banpresto的遊戲事業部門與萬代南夢宮遊戲併合後，官方情報便很少用到「Banpresto Original」這名詞。

#### if世界
作為其中一個吸引玩家的元素，有不少在原作中死亡的角色可以透過達成特定條件而生存下來，而拯救在原作死亡的角色也成為機戰的其中一個主題。另外，原作中出現主人公死亡或世界被毀滅等悲劇的作品，在本作也會被安排不同的結局，較少完全採用這種悲慘的結局。

#### 系列派生的機體
一些玩家可能因為喜愛遊戲中的某個作品而玩這個遊戲，然後對遊戲中的其他作品有更多瞭解。這擴大了一些動漫作品的影響力。同時，遊戲也原創了一些機體，並且反過來影響動漫作品。例如，Banpresto公司在得到原作者的協助下創作出取代鐵甲萬能俠和三一萬能俠的帝皇萬能俠（マジンカイザー）和真三一萬能俠（真ゲッターロボ）。因為帝皇萬能俠在《超級機器人大戰F完結篇》中首次出現且十分受歡迎，因此也製作了相關的OVA作品帝皇萬能俠和帝皇萬能俠 死鬥！暗黑大將軍，而在《第4次超級機器人大戰》首次登場的真三一萬能俠也得到頗高的人氣，因此也製作了OVA作品《真盖塔机器人 世界最后之日》与《真三一萬能俠對NEO三一萬能俠》等。當中的傑克·喬治（ジャック・キング）更使用了遊戲原創的設定。另外，亦有一些在原作設定不存在，但專為本作設計的機體存在。

### 世界观
雖然各作品的背景和設定大部分都根據原作，但為了達致統一感，一部分的組織和年表、規模感等會作出變更。以下是系列中常見的世界觀。
- 正在發展宇宙殖民地移民。
- 宇宙移民與統治地球的政權對立。
- 超級機器人的研究所集中在日本。
- 面臨各種異星人或先住種族的侵略。
- 一般人的文化程度和現代差不多。

#### 平行世界
超級機械人大戰的世界設定是：由某人意圖地從各原作世界中抽出特定的角色並把他們歸納於一個世界。雖然角色們從他們原本存在的世界（原作世界）被轉移至機器人大戰的世界，但他們都不會察覺。。另外，雖然DC戰爭系列、α系列、Z系列、OG系列等，以至其他單獨發售的機戰作品都是在故事上沒有關連的獨立作品，但其實它們相互是平行世界的關係。而在第二次超级机器人大战OG的最后，则更是明确指出了超级机器人大战alpha系列是在其“若干个轮回之前发生的故事”。
而這樣的平行世界之所以存在，是因為DC戰爭系列和Z系列的「特異點」，α系列的「Cross Gate Paradigm System（クロスゲート・パラダイム・システム）」，所導致的。當这些存在消失時，各角色就會從機器人大戰的世界返回他們原本存在的世界。有些作品中他们会會失去在機器人大戰世界時的記憶（如《超级英雄作战》），而另外一些时候他们只是告别，甚至在之后的作品中还可以再次回到其他伙伴所在的世界（如Z系列）。在某些作品的故事过程中，主角们甚至可以穿越到不同的平行世界去。

## Banpresto原創作品

### 魔裝機神
魔裝機神是Banpresto公司在其发行的游戏超级机器人大战中加入的原创作品，最初由WinkySoft公司开发，从《第2次超级机器人大战》开始加入游戏，其后在超级机器人大战系列游戏中频繁出场，并且最终和Banpresto公司的其他原创作品整合到《超级机器人大战原创世纪》。Banpresto公司也在超级任天堂上发售游戏《超级机器人大战外传 魔装机神》，于PS推出《真·魔装机神》，并推出动画。在WinkySoft和Banpresto的合作终止后，魔装机神逐渐淡出游戏，最近一次全員出場是在PS上的α外傳，了斷跟白河愁的恩怨後結束。直到PS2上的《超级机器人大战OG外传》才再次單獨出場。2010年，魔裝機神以《超级机器人大战OG SAGA 魔装机神》之名在NDS上以战斗画面大幅提升的重制版形式复刻。

### 原創世紀
Banpresto一直於機戰中加入原創作品，而原創作品的世界觀也不斷得到補充。最後，Banpresto推出了原創世紀系列，即Original Generation，簡稱OG。目前已推出的五個系列作，動畫除了3集OVA外，亦分別於2006年及2010年製作了2套電視動畫。

## 推廣活動

### 機戰形象女孩（スパロボイメージガール）
透過廣告、活動等進行促銷活動的女性藝人。加藤夏希更直接向製作組表達希望參戰的意願，結果成功以聲優身分參演《第3次超級機器人大戰α 終焉之銀河》。
- 加藤夏希（2005年[39]）
- 中川翔子（2007年[40]）

### T.B.R.
為了補足製作人寺田貴信更新官方部落格的頻度不足，而在2006年被選為公式部落格執筆人的2位女性聲優。也是的主持人。當初兩人都對超級機器人大戰一無所知，但現在已經成為各種機戰活動的參演常客，甚至在《超級機器人大戰Z》和《第2次超級機器人大戰OG》聲演原創角色（相澤舞：《Z》梅兒·彼特（メール・ビーター）、《OG》澤阿月（アヅキ・サワ）／齊藤梨繪：《Z》、《OG》）。T.B.R.的全寫是「Terada Blog Resque」（テラダ・ブログ・レスキュー）。
- 相澤舞
- 齊藤梨繪

### 活動
不定期進行的感謝活動。舉辦時期沒有特別規定，通常在新作發售前舉辦。
スーパーロボット大戦大感謝祭 激闘!真夏のスパロボ伝説
於1999年8月20日舉行。發表了《超級機器人大戰α》。
スーパーロボット大戦感謝祭2002 〜生誕より10年+α。そして次なる戦いへ。
於2002年11月30日舉行。發表了《第2超級機器人大戰α》。
スーパーロボット大戦感謝祭2005 〜1,000万本の感謝をこめて
於2005年2月12日舉行。發表了《第3次超級機器人大戰α 終焉之銀河》和OVA《超級機器人大戰ORIGINAL GENERATION THE ANIMATION》。
スパロボ15周年記念「鋼のOG祭り」
於2006年4月22日舉行。發表了《超級機器人大戰OG ORIGINAL GENERATIONS》和TV動畫《超級機器人大戰OG -Divine Wars-》。
スーパーロボット大戦OGトークライブ 〜秘密の宴〜
於2006年7月22日舉行。在小規模的會場中舉行的有關《超級機器人大戰OG ORIGINAL GENERATIONS》的談話活動 。
スパロボ15周年記念ORIGINAL GENERATION LIVE
於2006年8月11日舉行。紀念系列15周年特別演唱會。
スーパーロボット大戦感謝祭2008
於2008年4月19日舉行。發表了《超級機器人大戰Z》。
スパロボZ 〜真夜中の宴〜
於2008年6月28日舉行。播放了「超級機器人大戰感謝祭2008」的情況。
真夏のスパロボトークキャラバン
於2008年7月20日～2008年8月9日舉行。於日本全國8個地方舉行的有關的《超級機器人大戰Z》談話活動 。
無限のフロンティアEXCEED×うますぎWAVE 〜無限の宴〜
於2010年2月28日舉行。紀念《無限邊疆EXCEED 超級機器人大戰OG SAGA》的發售，也進行了「スパロボOGラジオ うますぎWAVE」的公開錄音。
生ネタバレ!? インスペクター
於2011年2月27日舉行。有關TV動畫《超級機器人大戰OG -The Inspector-》的談話活動。
スーパーロボット大戦20周年記念「鋼の魂祭」
於2012年3月18日舉行。紀念系列20周年的活動。

## 日本国外
由於版權作品的版權持有者把海外版權給了其他公司，故以往只有原創作品才能在海外發售。。當中2部是Game Boy Advance、1部是任天堂DS。3部都是在北美發售（發行商是アトラス）。至2016年《超級機器人大戰OG THE MOON DWELLERS》開始推出亞洲向版本，包括了中、英、韓三種語言。而2017年更推出第一部亞洲向版本的版權作品機戰《超級機器人大戰V》，並首次在Steam平台發售。
- 2006年發售[56][57]
  - Super Robot Taisen: Original Generation（超級機器人大戰ORIGINAL GENERATION）
  - Super Robot Taisen: Original Generation 2（超級機器人大戰ORIGINAL GENERATION2）
- 2009年發售[59]
  - Super Robot Taisen OG Saga: Endless Frontier（無限邊疆 超級機器人大戰OG SAGA）
- 2017年發售
  - Super Robot Wars V（超級機器人大戰V）
- 2018年發售
  - Super Robot Wars X（超級機器人大戰X）
- 2021年發售
  - Super Robot Wars 30（超級機器人大戰30）